# أمبيرتيدي
أمبيرتيدي (بالإيطالية: Umbertide)‏ هي بلدية في مقاطعة بيرودجا في إقليم أومبريا في إيطاليا.

## السكان
في سنة 1861 بلغ عدد السكان 10٬184 نسمة، وتطور العدد ليصل في سنة 2011 لـ 16٬481 نسمة.
يظهر هذا المخطط البياني تطور النمو السكاني لـ أمبيرتيدي

## توأمة
لأمبيرتيدي اتفاقيات توأمة مع:
- تيرنافوس

## أعلام
- فرانشيسكو ماينانيللي
- إيزابيل أدرياني
- فالينتينا لودوفيني
- باربرا ألبرتي